# Eurytoma pini
Eurytoma pini är en stekelart som beskrevs av Bugbee 1958. Eurytoma pini ingår i släktet Eurytoma och familjen kragglanssteklar. Inga underarter finns listade i Catalogue of Life.